# أميرة السيد
أميرة السيد (بالألمانية: Amira El Sayed)‏ (مواليد 3 يونيو 1991 في إنسبروك)، هي ممثلة نمساوية-مصرية، ممثلة سينمائية ومسرحية.

## روابط خارجية
- أميرة السيد على موقع IMDb (الإنجليزية)